# ヘルマン・ホイヴェルス
ヘルマン・ホイヴェルス (独: Hermann Heuvers、1890年8月31日 - 1977年6月9日）はイエズス会所属のドイツ人宣教師、哲学者、教育者、作家、劇作家である。1923年に来日し、1937年から1940年まで第2代上智大学・学長を務めた。

## 生涯
1890年（明治23年）8月31日、ドイツ国領邦プロイセン王国ヴェストファーレン州ドライエルワルデに生れる。1896年（明治29年）より地元の小学校で学び、1902年（明治35年）からライネのギムナジウムに進学する。1909年（明治42年）3月5日にギムナジウムを卒業すると、同年4月19日にはイエズス会に入会し、オランダのエクサーテン修練院に入り2年間、修道生活の教育を受けた。1911年（明治44年）にオランダのマーストリヒト郊外のファルケンブルクにあった聖イグナティウス大学に入学し、哲学を学んだ。1913年（大正2年）にはイギリスに留学し、ストーニーハースト・カレッジにて3年間、哲学を学んだ。
1914年（大正3年）7月20日、インドのボンベイに渡り、バンドラ地区にあった聖スタニスラス・カレッジにてラテン語、地理学の講師を務めた。1916年（大正5年）3月末、アフリカを巡り、ロンドンに帰港、同年6月に聖イグナティウス大学に戻った。同年9月にはオーストリアのフェルトキルヒにあるギムナジウムに赴任し、講師を務めた。
1918年（大正7年）5月、第一次世界大戦のためドイツ陸軍野戦病院の看護兵として志願し、フランスのランス近郊において従軍する。同年11月にドイツと連合軍との休戦協定が調印されたため除隊し、同年11月11日に聖イグナティウス大学の大神学部に進学した。1920年（大正9年）8月24日、大学聖堂にて司祭に叙階されたのち、カトリック広島使徒座代理区の新設に伴い、日本行きの募集があったため、それに志願した。日本へ行く準備として、1922年（大正11年）4月にはハンブルク大学にてカール・フローレンツに付き、日本語及び日本文学を研究する。同年10月10日に第3修練期のため、ベルギーのフロレンにあった修練院に入ったが、修道生活の傍ら日本語の習得に励んだ。
1923年（大正12年）6月29日、ハンブルクを出港し、同年8月25日に横浜へ入港した。当初は広島へ赴任する予定だったが、同年、上智大学教授であったヴィクトール・ゲッテルマンが健康上の理由で帰国したため、その代わりとして、到着後ただちに上智大学教授に着任し、予科のドイツ語、学部の哲学を担当した。
来日1週間後の1923年（大正12年）9月1日、関東大震災が起き、上智大学が休校状態となったため、同年9月23日、カトリック広島使徒座代理区の教区長ハインリヒ・デーリングと共に、岡山地方に司祭として赴任したが、同年11月初旬、当時の上智大学学長であったヘルマン・ホフマンの辞令により東京へ戻った。1927年（昭和2年）2月16日からは、ローマ教皇庁の要請に従いブラジル移住者のための講師として神戸へ出張する。その後3年間、東京と神戸を頻繁に往来し任務を遂行した。
1937年（昭和12年）1月から病に倒れたホフマンの代わりとして学長代理を執務していたが、同年6月1日にホフマンが死去したため、同年7月20日、第2代上智大学学長に就任する。夏期休暇中であったため、就任式は新学期が開始された9月23日に行われた。1940年（昭和15年）7月22日に第2次近衛内閣が組閣されると基本国策要綱が閣議決定され、日本は新体制となり、太平洋戦争への突入は必至という状勢になった。同年9月初旬、これらの世情を考慮し、ホイヴェルスは上智大学総長を辞任する意向を示し、同年11月7日には後任の土橋八千太が総長に就任した。
1944年（昭和19年）4月、ホイヴェルスは聖テレジア教会の主任司祭に就任したが、戦時中のため信者も集まらず、同年末には、教会が建物強制取り壊しの通知を受け、教会は空家同然となった。
1947年（昭和22年）8月26日、麹町小教区の司牧がイエズス会に委託され、ホイヴェルスはカトリック麹町教会（聖イグナチオ教会）主任司祭に就任した。1966年（昭和41年）4月、上智大学教授、麹町教会主任司祭を退任、同大名誉教授、同教会名誉主任司祭に就任し執筆活動に専念した。1967年（昭和42年）6月15日には44年ぶりにドイツを訪問、9月8日に帰国した。1969年（昭和44年）2月11日には教育文化に尽くした功により、瑞宝章勲2等に叙勲された。
1977年（昭和52年）3月3日に教会内で転倒し、後頭部に外傷を負って、聖母病院に入院するも同年3月14日には退院し、上智大学内のSJハウスで療養生活を送っていたが、同年6月9日の11時からのミサに車椅子で与っている最中に容態が急変、急性心不全で死去した。

## エピソード
- 1923年（大正12年）8月25日、横浜に迎えに来たホフマンに唐突に日本語の本を読むように言われ、上手く読めなかった。ホフマンは大変がっかりしたという[3]。
- 1923年（大正12年）秋、岡山に赴任中、玉島カトリック教会の裏山にあった石の仏像を目にし、非常に強い影響を受ける[4]。（以降の日本での宣教活動の基本となる「内的体験」に出会う）
- 1923年（大正12年）11月初旬、ホフマンより「スグコイ　ホフマン」という電報を受け、帰京する準備をしていたところ、萩へ赴任中だった司祭のエメ・ヴィリヨンが尋ねてきた。ヴィリヨンは、若きホイヴェルスに萩・津和野の教会を任せようと思い期待していたが、電報の内容を見るや落胆し、「イエズス会は駄目だ」と烈火のごとく怒った。ホイヴェルス自身も、出来るなら岡山に残り、布教活動をしたかった[5]。
- 1939年（昭和14年）12月、学徒動員のため、上智大学の学生達が宮城前外苑の整地工事に出動したとき、学生と一緒にモッコを担いで労働した[6]。
- 第二次世界大戦中、手紙を出す時は自分の名前を「保井鈴寿」と書いていた[7]。

## 教育者として
教育者としての経歴は次の通り。
1924年（大正15年） - 1966年（昭和41年）上智大学教授
1933年（昭和08年） - 1959年（昭和34年）東京保育専修学校及び東京保母専修学園講師
1937年（昭和12年） - 1940年（昭和15年）第2代上智大学学長
1946年（昭和21年） - 1949年（昭和24年）第一高等学校講師
1949年（昭和24年） - 1956年（昭和31年）東京大学教養学部講師
1949年（昭和24年） - 1964年（昭和39年）白百合短期大学講師
1949年（昭和24年） - 1965年（昭和40年）聖母女子短期大学講師

## 宗教家として
宗教者としての経歴は次の通り。
1930年（昭和05年） - 1977年（昭和52年）カトリック美術協会顧問
1947年（昭和22年） - 1966年（昭和41年）麹町教会主任司祭
1948年（昭和23年） - 1977年（昭和52年）日本カトリック学生連盟総裁

## 劇作家として
ホイヴェルスは、宗教啓発書の他に戯曲を多数執筆している。彼の原作による主な演劇公演は次の通り。
- 映画「殉教血史 日本二十六聖人」1931年（昭和6年）山本嘉一 主演　池田富保 監督
- 舞踊劇「細川ガラシア夫人」1934年（昭和9年）吾妻春枝主演
- 創作歌劇「細川ガラシア夫人」1940年（昭和15年）V・チマッティ 作曲　高木次郎 演出　神宮寺雄三郎、小泉威子 主演
- 歌劇「支倉六右衛門」1942年（昭和17年）V・チマッティ 作曲　神宮寺雄三郎 主演
- 聖楽劇「受難」1950年（昭和25年）山本直忠 作曲・指揮　長尾喜又 演出
- 「マグダラのマリア」1954年（昭和29年）石澤秀二 演出
- 「受難劇」1955年（昭和30年）石澤秀二 演出
- 「パリーの七人の学生」1956年（昭和31年）岡俊夫 演出
- オラトリオ「御主キリストの受難」1956年（昭和31年）山本直忠 作曲・指揮
- 「恋の石段」1957年（昭和32年）尾崎賢治、木村優 演出
- 新作能「復活のキリスト」1957年（昭和32年）城戸久平 製作　宝生九郎 演出
- 新作狂言「十字架」1957年（昭和32年）三宅藤九郎（9世）、松本幸四郎（8代目） 演出
- 新作狂言「十字架」「復活」1958年（昭和33年）三宅藤九郎（9世） 演出
- 浪曲「細川ガラシヤ夫人」1958年（昭和33年）水野春三 脚色　鹿島秀月 出演
- オペラ「細川ガラシヤ」1960年（昭和35年）神宮寺雄三郎 演出　大谷洌子 主演
- 合唱「キリスト文化の歌」1961年（昭和36年）山本直忠 作曲・指揮　東京混声合唱団 出演
- 箏曲「日本のザビエル」1961年（昭和36年）中能島欣一 作曲・出演
- 長唄舞踊「ダマスコのパウロ」1961年（昭和36年）杵屋六左衛門 (14代目) 作曲　花柳寿輔 出演
- 能「復活のキリスト」1962年（昭和37年）宝生流宗家一門 出演
- 聖楽「受難」1962年（昭和37年）山本直忠 作曲・指揮　東京混声合唱団 出演
- 新作能「復活のキリスト」1963年（昭和38年）キリスト能記念事業委員会 製作　宝生九郎 作曲・形付
- 野外劇「受難」1963年（昭和38年）小谷昭彦 潤色　木村太郎 修色
- オラトリオ「受難」1964年（昭和39年）山本直忠 作曲・指揮　木岡梅子 パイプオルガン　小島琢磨、石井昭彦、宮原卓也 独唱
- 歌舞伎「細川ガラシャ夫人」1965年（昭和40年）今日出海 演出　中村歌右衛門 (6代目) 出演

## 著作
- 基督讃歌（厚生閣書店、1926年）
- 聖母頌歌（厚生閣書店、1926年）
- 戯曲細川ガラシア夫人（カトリック中央書院、1948年）
- 鶯と詩人（エンデルレ書店、1948年）
- 神への道（春秋社、1948年）
- 山上よりの御聲（中央出版社、1955年）
- こぶねよりの御聲～キリストの喩～（中央出版社、1956年）
- 時間の流れに（中央出版社、1959年）
- この世を生かすもの～キリストによる現代の人間像～（春秋社、1962年）－編著
- キリストのことば（春秋社、1963年）
- 日本で四十年（春秋社、1964年）
- 細川ガラシア夫人（春秋社、1966年）
- 人生讃歌（春秋社、1971年）
- ホイヴェルス神父説教集（中央出版社、1973年）
- 人生の秋に（春秋社、1973年）
- 戯曲選集（中央出版社、1973年）
- 私の好きな言葉（エンデルレ書店、1974年）
- 師とその弟子（中央出版社、1975年）
- 時の曲がり角（中央出版社、1976年）